# توماس إيسفيلد
توماس إيسفيلد (بالألمانية: Thomas Eisfeld) مواليد 18 يناير 1993 في فينسترفالده، ألمانيا، هو لاعب كرة قدم ألماني يلعب مع نادي بوخوم كلاعب وسط. مثّل منتخب ألمانيا لكرة القدم فئة الشباب.

## مرحلة الشباب

### أندية لعب لها
- بوروسيا دورتموند

## المسيرة الاحترافية

### أندية لعب لها
- نادي آرسنال
- نادي فولهام
- نادي بوخوم

## روابط خارجية
- توماس إيسفيلد على موقع قاعدة بيانات كرة القدم.إي يو (الإنجليزية)
- توماس إيسفيلد على موقع Soccerbase.com (لاعب) (الإنجليزية)
- توماس إيسفيلد على موقع Soccerway.com (الإنجليزية)
- توماس إيسفيلد على موقع عالم كرة القدم.نت (الإنجليزية)
- توماس إيسفيلد على موقع AS.com (الإسبانية)